# 해남 대흥사 서산대사탑
해남 대흥사 서산대사탑(海南 大興寺 西山大師塔)은 전라남도 해남군 대흥사에 있는, 조선시대의 승탑이다. 서산대사의 사리를 봉안한 탑이며, 대흥사 입구에 자리한 부도전 내에 건립되어 있다.
팔각원당형의 석조탑으로 기단부·탑신부·상륜부로 구성되어 있고, 전체 높이는 2.7m이다. 2002년 9월 25일 대한민국의 보물 제1347호로 지정되었다. 팔각 원당형 승탑의 계보를 유지하고 있다. 뿐만 아니라 각 부에 표현된 다양한 조식은 다른 승탑에서는 찾아 볼 수 없는 특수한 일면을 지니고 있는 등 역사적, 학술적으로 중요한 가치를 지니고 있다. 탑 인근에는 서산대사부도의 탑비가 있는데, 귀부·비신·이수를 구비하고 있다. 그렇지만, 귀부 상면에 배치된 비공(碑空)이 장방형임에 반해 비신 및 이수는 방형의 형태를 보이고 있어 원형이 아님을 알 수 있는데, 1647년(조선 인조 25년)에 건립되었다. 이처럼 탑비가 1647년에 건립된 점으로 보아 부도 역시 이와 비슷한 시기에 건립된 것으로 보인다. 특히 통일신라시대 이래의 팔각원당형 석조 부도의 양식을 계승하고 있으며, 중대석과 상대석의 동물장식, 옥개석의 전각에 표현된 용과 상륜부의 장엄이 주목된다.

## 특징
이 부도는 임진왜란시 승병활동으로 알려진 서산대사의 부도라는 점 이외에도 다음과 같은 특수한 양식을 지니고 있다.
첫째, 통일신라시대에 확립된 팔각원당형석조부도의 양식을 계승하고 있다. 물론 일부에서 부등변팔각형의 평면을 보이고 있지만, 전체적으로는 이 양식을 충실히 계승하고 있다. 특히 옥개석에 표현된 기와골, 내림마루, 암·수막새기와, 겹처마 등의 목조건축의 양식은 통일신라시대에 조성된 같은 양식의 부도와 비교해 볼 때 조금도 손색이 없다.
둘째, 중대석 및 상대석에 표현된 각종 동물상의 표현을 들 수 있다. 현존하는 팔각원당형 석조부 도의 일반적인 양식으로 볼 때 중대석에는 주로 팔부신중 및 공양상이 부조되고, 상대석에는 앙연이 모각되는 것이 통식이다. 그런데 이 부도의 중대석 네 면에는 화문이, 나머지 면에는 각각 동물을 양각했는데, 아마도 사자를 표현한 것이 아닌가 생각된다. 상대석에도 통식의 연화문과 함께 거북과 연꽃, 게를 양각했는데, 이같은 조형은 다른 부도에서는 볼 수 없는 특수한 일례이다. 특히 게와 조개로도 볼 수 있는 연화문이 표현된 것은 바다가 가깝다는 지역적 특수성이 조형물에 표현된 것이다.
셋째, 옥개석의 전각에 표현된 용두(龍頭)이다. 팔각원당형 석조부도의 옥개석 전각에는 귀꽃이 배치되는 것이 통식이다. 그런데 이 부도에서는 1면에는 추정 다람쥐를 나머지 7면에는 용두(龍頭)가 표현되는 특이함을 보여주고 있다. 이처럼 전각에 용두가 배치되는 예는 거의 찾아볼 수 없는 것이며, 이같은 구도는 단순한 양식의 변화가 아니라 교리적인 배경이 있을 것으로 판단된다.
넷째, 완전한 상륜부를 구비하고 있다는 점이다. 물론 이 부도의 상륜부는 통식의 부도와는 다른 면을 보이고 있다. 그러나 방형과 원형의 조화를 통해 안정감을 유지했고, 특히 매우 사실적인 용을 조각함으로써 다른 부도에서는 그 예를 찾을 수 없는 특이한 점을 보이고 있다.
다섯째, 서산대사가 입적한(1647년 1월) 해에 탑비가 건립된 점으로 보아 부도 역시 비슷한 시기에 건립된 것으로 볼 수 있다. 따라서 조선 후기에서도 가장 선두에 놓일 수 있는 예가 확인됨으로써 이 시기 석조부도 연구에 또 하나의 자료를 보태주고 있다. 더욱이 보물 제154호로 지정되어 있는 연곡사서부도(1650년) 보다 양식적으로 우수한 면을 보이고 있다. 나아가 팔각원당형의 양식을 유지하고 있어 이 계통의 부도는 9세기 중반에 건립된 이래 17세기에 이르기까지 건립되고 있음을 보여주고 있다.

## 같이 보기
- 대흥사
- 휴정

## 참고 자료
- 해남 대흥사 서산대사탑 - 국가유산청 국가유산포털